# Komotini
Komotini (griechisch Κομοτηνή [kɔmɔtiˈni] (f. sg.), türkisch Gümülcine, bulgarisch Гюмюрджина Gjumjurdschina) ist die Hauptstadt der griechischen Region Ostmakedonien und Thrakien.

## Geografische Lage
Komotini liegt am Südrand der Rhodopen und rund 20 km jeweils von der Ägäisküste sowie der bulgarisch-griechische Grenze beim Grenzkontrollpunkt Nimfeja-Makasa, der über die Aftokinitodromos 23 erreicht werden kann. Auf bulgarischer Seite gelangt man über die Nationalstraße I-5 ins ca. 70 km entfernte Kardschali. Etwa 50 km westlich liegt die nächstgelegene, größere griechische Stadt Xanthi und ca. 60 km östlich, Alexandroupoli.
In der Nähe der Stadt befinden sich die Ruinen der mittelalterliche Festung Mosinopol, in der sich die Via Egnatia und eine Abzweigung Richtung Norden zur Festung Stanimaka und Via Militaris kreuzten.

## Geschichte

### Antike
Komotini ist seit dem 2. Jahrhundert n. Chr. als Siedlung bekannt. Dies wird durch archäologische Funde aus dieser Zeit bis zum 4. Jahrhundert bestätigt. Dies wird auch durch eine Inschrift auf den Ruinen der byzantinischen Stadtmauer aus dem 4. Jahrhundert bestätigt, die an verschiedenen Stellen in der Stadt zu sehen ist: „Theodosiou Ktisma“ (zu Dt. Gebäude des Theodosius). Die Inschrift wurde von dem in Komotini geborenen Prof. Stilponas Kyriakidis und dem damaligen Bürgermeister Sofoklis Komninos entdeckt. Auf ihr ist zu lesen, dass die Siedlung aus dem 5. Jahrhundert stammt und mit der Tochter des Malers Parrasios aus Maroneia verbunden ist.
In der Römerzeit war der Ort einer von mehreren Festungen entlang der Via Egnatia, die es in diesen Teil Thrakiens gab. Wahrscheinlich ist sie mit der römischen Station Breierophara zu identifizieren (ein thrakisches Toponym aus bre (=Festung) + iero (=heilig) + phara=para (=Pass)). Die wichtigste Stadt jener Zeit war das benachbarte Maximianopolis, das frühere thrakische Porsulis oder Paesoulae, das im 9. Jahrhundert in Mosynopolis umbenannt wurde. Komotini lag an einem Knotenpunkt der Via Egnatia, hier begann eine Abzweigung in nördlicher Richtung. Die Route führte durch den Nymphaea-Pass, die ins Arda-Tal, nach Philippopolis (heute Plovdiv) und ins byzantinische Berroe (heute Stara Zagora) führte.

### Mittelalter
Auch nach der römischen Reichsteilung blieb die Geschichte der Stadt eng mit der Geschichte der Via Egnatia verbunden, die einstige römische Fernstraße, die Dyrrhachium an der Adria mit Konstantinopel verband. Der römische Kaiser Theodosius I. errichtete eine kleine Festung an der Kreuzung mit einer Route, die nach Norden über das Rhodopengebirge nach Philippopolis führte. In der byzantinischen Zeit gehörte der Ort zum Thema Makedonien mit dem Hauptort Adrianopel, während sie ab dem 11. Jahrhundert zum neu gegründeten Thema Boleron gehörte. Während der meisten Zeit ihres Bestehens wurde die Siedlung von der westlich nahegelegenen größeren Stadt Mosynopolis überschattet, was sich jedoch gegen Ende des 12. Jahrhunderts änderte, als letztere verlassen wurde. Nach dem Zerfall des byzantinischen Reiches als Resultat des Vierten Kreuzzuges fiel die Region an das Königreich Thessaloniki und wurde von den Kreuzrittern von Bonifatius I. von Montferrat geplündert.
Die heutige Siedlung geht auf das Jahr 1207 zurück, als nach der Zerstörung von Mosynopolis durch den bulgarischen Zaren Kalojan die verbliebene Bevölkerung floh und sich innerhalb der Mauern der verlassenen Festung an der Wegekreuzung niederließ. Seitdem wuchs die Bevölkerung kontinuierlich, bis sie zu einer wichtigen Stadt in der Region wurde. Im Jahr 1331 erwähnte Johannes VI. Kantakouzenos sie in seinem Bericht über den byzantinischen Bürgerkrieg von 1321–1328 als Koumoutzina. Im Jahr 1332 schlug Andronikos III. Palaiologos sein Lager in Komotini auf, um Umur Bey im Dorf Panagia in der Nähe des Klosters Panagia Vathirryakos (Fatirgiaka) entgegenzutreten. Umur zog jedoch kampflos ab. Im Jahr 1341 erwähnte der Historiker Nikephoros Phokas die Stadt mit ihrem heutigen Namen. Im Jahr 1343, während des Bürgerkriegs zwischen Johannes VI. Kantakouzenos und Johannes V. Palaiologos, schloss sich Komotini zusammen mit den benachbarten Festungen Asomatos, Paradimi, Kranovouni und Stylario der Seite von Kantakouzenos an. Johannes VI. Kantakouzenos floh nach Komotini, nach einer verlorenen Schlacht mit der Armee des bulgarischen Rhodopenherscher Momtschil in der Nähe des bereits zerstörten Mosynopolis.
Neben den Bürgerkriegen hatten die „Großen Pestpandemie“ 1346–1353 und die ersten osmanischen Überfälle, die am Ende der byzantinischen Herrschaft nacheinander auftraten, große Auswirkungen auf Westthrakien und die ländliche Bevölkerung. In dieser turbulenten Zeit verschwanden viele kleine Siedlungen, und die meisten Einwohner zogen sich in große und befestigte Siedlungen zurück.

### Osmanische Zeit
In den ersten osmanischen Chroniken werden die Raubzüge von Gazi Evrenos Bey um das Jahr 1361 im Zusammenhang mit der Eroberung von Komotinis erwähnt. Die Stadt wurde zwischen 1361 und 1362/3 dem Osmanischen Reich eingegliedert. Das genaue Datum ist jedoch unbekannt. Ihre Eroberung wird nach dem Fall von Philippopolis und Stara Zagora, aber vor der osmanischen Eroberung von Pegae angesetzt. Gesichert ist, das die Stadt vor der Schlacht an der Mariza im Jahr 1371 bereits osmanisch war, als die Osmanen die Kontrolle über Gesamtthrakien übernahmen. Schon vorher wurde sie in türkischen Quellen als Gümülcine bezeichnet, eine Version der demotischen griechischen Form des Stadtnamens, Koumoutsinas. Dieser Name blieb während der gesamten osmanischen Zeit bis 1912 bestehen, übertrug sich ins Bulgarische und ist auch heute noch der moderne türkischsprachige Name der Stadt. Mit der osmanischen Eroberung, siedelten sich türkische Kolonisten aus Anatolien in den weitestgehend menschenleeren Flächen in der Region. Jahrhunderte trugen viele Dörfer im Kaza von Gümülcine türkische Namen, ein weiteres Indiz für die dünne Besiedlung der Region zu dieser Zeit. Nur befestigte Orte wie Megri, Maroniye (Marolye), Xanthi, Buru und Ferecik behielten ihre alten Namen bei, wenn auch in türkisierter Form.
Evrenos Bey nutzte ab 1371 Gümülcine als zentralen Stützpunkt für seine Eroberungen auf der Balkanhalbinsel und baute ihn aus. Er ließ während seines Aufenthalts in Komotini zahlreiche Gebäude errichten, die den Beginn des islamischen Lebens in der Region symbolisierten. Dazu gehörten ein Doppelbad, ein Imaret und eine Kuppelmoschee (heute Eskicami). Letzteren zwei sind heute noch erhalten und zählen zu den ältesten osmanischen Bauten in Europa. Im Jahr 1383 verlegte Evrenos Bey sein Hauptquartier in das neu eroberte, weiter westlich an der Via Egnatia gelegene Siroz (heute Serres), später noch weiter nach Westen nach Yenice-i Vardar (heute: Giannitsa), wo er verstorben ist und begraben liegt.
Nach dem ältesten erhaltenen osmanischen Tahrir-Buch der Region aus den Jahren 1456–1457 gab es in Komotini 424 muslimische und 69 christliche Haushalte (zusammen etwa 2500 Einwohner). Die Christen lebten weiterhin in der alten byzantinischen Burg rund um die Kirche, die heute noch steht. Die Tatsache, dass 1454 ca. 450 Einwohner in der Stadt selbst gezählt wurden, deren Einwohnerzahl in der spätbyzantinischen Zeit auf 350–450 geschätzt wird, deutet darauf hin, dass die Stadt vertraglich übernommen wurde und die Mehrheit der Einwohner in ihren Häusern bleiben dürfte. Im ersten Viertel des 16. Jahrhunderts gab es in Gümülcine sechzehn muslimische Stadtviertel, Mahalle, die alle außerhalb der Burg lagen.

## Bevölkerung

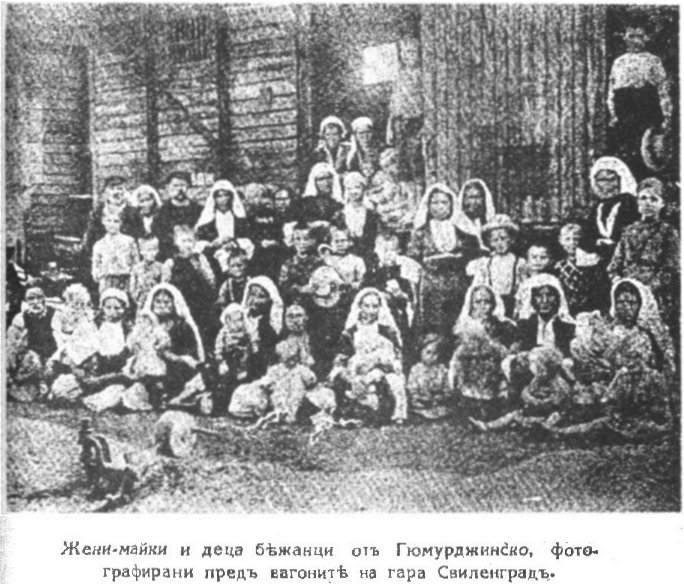
Bulgarische Flüchtlinge aus Komotini (1924)

Mit dem Ende des Ersten Weltkrieges wurde Komotini griechisch. In der Folge wurde die bulgarische Bevölkerung vertrieben (→ Thrakische Bulgaren). Ein Teil der Vertriebenen ließ sich in Sosopol und anderen Orten in der Region von Burgas nieder.
Ungefähr die Hälfte der Einwohner Komotinis sind ethnische Türken und Pomaken mit griechischer Staatsangehörigkeit (vgl. auch Türken in Westthrakien). Sie wurden bei dem im Vertrag von Lausanne vereinbarten Bevölkerungsaustausch zwischen Griechenland und der Türkei 1923 ausgenommen, ebenso wie Griechen von Istanbul, von Gökçeada (griech. Imbros) und Bozcaada (griech. Tenedos). Im Gegensatz zu den Griechen in der Türkei ist ihre Zahl seit 1923 konstant geblieben oder gewachsen.
Komotini ist auch von Studenten geprägt, da die hiesige Universität ein beliebter Studienstandort ist.

## Wirtschaft und Verkehr
Komotini liegt an der Transadriatischen Gaspipeline und der hier beginnenden Abzweigung nach Bulgarien.
Der Bahnhof von Komotini liegt an der 1896 eröffneten Bahnstrecke Thessaloniki–Alexandroupoli. Pläne in der zweiten Hälfte der 1910er die Stadt an das bulgarische Schienennetz als Teil der Süd-Nord-Achse: Porto Lagos-Kardschali-Chaskowo-Stara Sagora-Russe anzubinden, wurden nach dem Ende des Ersten Weltkriegs aufgegeben und im Züge des russischen Überfalls auf die Ukraine erneut diskutiert.

## Söhne und Töchter der Stadt
- Anna Avramea (1934–2008), Byzantinistin
- Sadık Ahmet (1947–1995), griechisch-türkischer Politiker und Chirurg
- Mehmet Müezzinoğlu (* 1955), türkischer Politiker
- Hamza Hamzaoğlu (* 1970), türkischer Fußballspieler und -trainer
- Soi Agelidis (* 1977), Archäologin
- Konstandinos Baniotis (* 1986), Hochspringer
- Petros Mantalos (* 1991), Fußballspieler

## Gesellschaft, Bildung und Religion
- Komotini ist Sitz eines orthodoxen Bischofs.
- Seit 1973 befindet sich hier Demokrit-Universität Thrakien.
- Im Archäologischen Museum von Komotini ist die Goldbüste des Septimius Severus ausgestellt, die 1965 in Didymoticho gefunden wurde.
- Der lokale Verein Panthrakikos spielt in der Saison 2023/24 der dritthöchste griechischen Fußballliga (Gamma Ethniki).

- Komotini ist mit der türkischen Stadt Yalova befreundet.